# 今井紫普
今井 紫普（いまい しほ、1990年5月29日 - ）は、日本の女優。エビス大黒舎・Team Ebisuに所属していた。栃木県出身。身長158cm。

## 出演

### 映画
- コンプレックス・ラバーズ　山本清史監督
- Answer - 千尋役　松本元太監督[1]
- 過ぐる日のやまねこ - ガールズバーの店員役　鶴岡慧子監督
- アイズ - 女子高生役（2015年6月6日-、福田陽平監督）
- つづきの一歩（2017年、上村奈帆監督）[2]

### テレビ
- SHIBUYA零丁目　第2・3・4話（2016年4月2日、フジテレビオンデマンド/2016年4月23日、フジテレビ） - ウエイター役
- かもしれない女優たち2016（2016年10月10日、フジテレビ）

### 舞台
- 初級恋愛講座（2014年7月12日-7月13日、エビ大塾TRIAL ACT vol.2）
- 放課後のユートピア（2016年7月27日-7月31日、劇団ナナカマド公演）[3][4][5]

### その他
- JALインフォマーシャル　ミニドラマ「今ラインをこえて」